# Златоглазка сокращённая
Златоглазка сокращённая (лат. Chrysopa abbreviata) — вид сетчатокрылых насекомых из  семейства златоглазок (Chrysopidae).

## Описание
Небольшого размера зелёного цвета златоглазка с частично чёрным жилкованием крыльев. Голова и грудь покрыты пятнами, расположения которых является важным диагностическим признаком. Характерными местообитаниями вида являются поймы рек, берега водоёмов, а также суходольные луга. Развивается в одном поколении за год. Время лёта имаго в июне. Личинки и имаго являются хищниками, которые охотятся на мелких насекомых. Личинки питаются преимущественно тлями. Личинки живут на травянистых растениях и ивах. После спаривания самки откладывают яйца на тонкие стебли травянистых растений. Зимует предкуколка в коконе.

## Ареал
Европа, Кавказ, Малая и Средняя Азия. Вид распространён локально. На территории Московской области вид известен с середины XIX в.